# 北洋政府
北洋政府，又稱北京政府，正式名稱為中華民國政府，指中華民國建國初期，以京兆地方為首都的中央政府。因為大總統和國務總理主要由北洋军閥出身，被南京國民政府貶抑為「北洋政府」。
民國2年（1913年）10月6日，北洋軍首領袁世凯當選為首任中華民國大總統，象徵著北京政府正式成立，中華民國臨時政府結束。
北京政府定五色旗為國旗，定《卿云歌》為國歌。從民國元年（1912年）3月至17年（1928年）6月，北京政府體制多次於內閣制與总统制兩者之間徘徊不定。
在國務總理段祺瑞主導下，1917年，中國对德意志帝國及奥匈帝国宣战，加入英法美協約國陣營，參與第一次世界大战，並於1919年以「戰勝國」的身分出席巴黎和会，但因五四运动抗議山東問題而未在《凡尔赛条约》簽字。
位居北洋軍首領的袁世凱未曾一統南方的革命黨勢力，袁死後，北洋系更是連內部都無法統一，分裂成大小派系軍閥混戰。1926年7月，廣州國民政府發起北伐，北洋軍戰敗後退據東北。北洋政府最後一任國家元首、陸海軍大元帥张作霖撤退途中遭日本軍隊炸死，其子张學良在繼承政權後于1928年12月29日宣布东北易帜，服從中華民國國民政府統治，北洋政府正式宣告結束。

## 沿革

### 内政沿革
1912年2月12日，临朝称制的满清隆裕太后诏授袁世凯，在北京全权组建临时政府。2月13日，孫文遵守南北议和时的承诺，向參議院辭職，並推舉袁世凱為大總統。2月15日，袁世凱被选為第二任臨時大總統，并于3月10日在北京宣誓就職。1912年12月初至1913年3月，北京臨時政府舉行第一屆國會大選，宋教仁领导的國民黨獲得參眾兩院的多數席位。1913年3月22日，即將出任內閣總理的國民黨代理理事長宋教仁被暗殺身亡。1913年4月8日，中华民国第一届国会在北京召開。在這段時間裡，袁世凱吸纳北洋系人士、社會菁英和少数革命党人组成新政府，中華民國的中央政府體制逐漸確立，並於10月6日進行大總統選舉，袁世凱成為第一任正式大總統，並於10月10日就職。
1913年7月，孫中山以宋教仁被刺及袁世凱未經國會同意，即向西方各國進行「善後大借款」丧权辱国為由，发动二次革命反袁；8月即以失敗告終，随后流亡日本。日本以《二十一条》刁难袁世凱，民國成立後各种混亂的背景下，「共和不適於中國國情」之類的言論不斷在社會上傳播，各方建议袁世凯施行君主立宪来巩固国基；袁世凯最终於1915年12月12日同意，開始籌備君主立宪制的中華帝國，定1916年登基改年號為“洪憲元年”。但在蔡锷的護國軍、孙文的中華革命黨及前清遺老的宗社党围剿下，1916年3月22日，袁世凱尚未登基即宣布撤銷帝制，中華帝國從未成為正式的國名，洪憲年號也從未被正式使用。1916年6月6日，袁世凱病逝。
袁世凱死後，無人有聲望和能力統御整個北洋军，北洋軍遂分裂為直系、皖系、奉系等三大割據勢力，統稱北洋軍閥。而在護國戰爭後，各地軍閥亦成形，如桂系、滇系、粵系、川軍……等。各地軍閥在名義上仍受北京的中央政府支配，但實際上各自為政，有如獨立政權。从1916年6月至1919年，五四运动爆发，中央政府實際为皖系军阀所控制，後來分别为直系、皖系、奉系军阀轮流掌握。1917年8月，《對德宣戰案》通過，中華民國开始參與第一次世界大戰。
北京政府时期，军人干政成为中國政治常态。1919年，胡适的老师杜威在访华期间即观察到：“任何军阀拥有政权之时，北京政府必为其傀儡，受其玩弄。”并用其亲身经历加以说明：“余曾一次亲见总统与总理对于某将领大发雷霆，下令讨伐，责其卖国之罪，且悬重金购其头颅。曾几何时，而又收回成命，将同样处分反加诸原来拥有政权之军阀。”
之後，北京政府的國會在各系操控下，形式上選舉北洋系人物擔任中華民國大總統與國務總理，1924年，馮玉祥發動甲子政變推翻大總統曹錕後，形式上的總統選舉也取消。1925年7月1日，蔣中正将原廣州陸海軍大元帥大本營改組成立國民政府。1926年，蔣中正領導國民革命軍北伐。1928年6月3日，張作霖的安国军政府瓦解。6月8日，國民革命軍佔领北京。同年12月29日，張學良改懸青天白日滿地紅旗，並通電南京的國民政府，表示服從管轄，史稱東北易幟。至此，北洋政府退出歷史舞台。

### 外交沿革
北洋政府雖然曾為國際認可的合法政府，但由于混战经年，中央财政窳败，国民革命军北伐以前，北洋政府尚能借债发债度日，如在1921年前“政府威信未堕，各省尚有解款，国内既得募集债券，列邦复假以巨款。”但随着地方军阀坐大，截留税收，乃“政局愈纷，财源渐枯”，中央经费长期短缺。
1921年下半年，外交部告知驻外使领，政府已无款可发，要求他们自筹经费、减少开支。到1923年上半年，驻外使馆经费积欠达十数月，驻外各使两次联名致电外交部，威胁如不发俸，将集体下旗回国。代理部务的外交次长沈瑞征因使费事，数度提出辞职。北洋政府因为仰赖外债，常常优先补偿使领经费，如1923年6月到9月间，总税务司陆续垫借给北洋政府157万两关平银，其中三分之二用作支付出使经费。再如1923年8月，北洋政府以苏俄退回庚子赔款为抵押，发行500万元使领库券；1925年3月，北洋政府又以停付德国庚子赔款为担保，发行公债1,500万元，用作中央紧急政费及出使经费。但随着1926年下半年开始的国民革命军北伐，北洋政府不仅东南关税尽失，而且国际信誉大受打击。1926年4月，冯玉祥与直系和解，发动兵变推翻段祺瑞，张作霖和吴佩孚联合组建北京政府，但因吴佩孚否认段祺瑞执政缔结的一切条约，外国使团不承认颜惠庆摄政内阁。同年，英国在使团会议发表“圣诞宣言”（Declaration of Christmas），暗示不再以北京政府为中国唯一合法政府。
1926年下半年开始，外交部开除部内冗员、裁撤驻外使馆，借此来节省支出，将每月预算从7万减到5.5万，出使经费从28万减到10万，然而杯水车薪。北洋政府还另辟新税，从开征的二五附税中拨出200万，用于发放出使经费，但在1927年初开始实行后，“各处之二五附税悉为地方截留，前项计画又未果行。”
1927、1928年，北洋政府对内未能成功发行公债债券，对外借款则“近日已丝毫不能通融，于是使馆真有告贷无门、罗掘俱穷之势。”1927年初，英国在外国使团提出对南北政府之七点建议，此举象征英国终止对北京的法理承认，也结束北京政府与外交团的仪式性关系。此外，1927年底，比利时同意从退还庚子赔款中拨出30万，用于支付北洋政府驻外使馆经费。有鉴于此，外交部于是年年底及1928年初，多次致函驻美、英、日、俄、意等馆，请求各国从庚款退款中拨用部分支付使领经费，但终未果。
从1926年下半年开始，随着革命军节节北进，英、日、美等国相继调整对华策略，外交重心有南移的趋势。列强对北洋政府重视程度下降，即如《大公报》所论：「各国外交当局以中国局面变迁，早持观望态度，对于使领各馆已在不论不议之列也。」北洋政府自顾不暇，更无力把持外交，故对外交程序日渐省略，如1927年中法间的商约谈判，「皆由外交部在北京与法使直接谈判，驻法使馆多不与闻。」又如1927年4月，张作霖下令查抄苏俄大使馆，事前事后均不知会国务院和外交部。比利时公使王景岐在1927年3月时，对记者描述：「驻外使馆几成无事可办之机关……驻外公使，俨同虚设。」

#### 外交官倒向國民政府
不仅列国对北洋政府失去信心，国内外交人员亦离心离德，纷纷南下投奔国民政府。最具代表性的是王正廷、王宠惠先後南下，成为国民政府的重要官员；施肇基时任驻美公使，在北伐期间一直与中國國民黨暗中联系；颜惠庆在1926年7月后，只为北洋政府担任一些顾问性质的职务，并在私下场合表达过对国民政府的好感；顾维钧虽为北洋政府的总理，但实际上也对在北京为官态度消极，在顾维钧任总理的1926年10月到1927年6月间，顾氏至少有四次通电请辞，按他本人的说法：「我之所以继续参与政治，只不过是为了中国的国际声誉而维持一个政府而已。」
大量层级较低的外交部官员，也先後南下，如在北洋政府外交部工作的陶履谦（浙江绍兴人）、徐谟（江苏吴县人）、金问泗（浙江嘉兴人）、何杰才（江苏上海人）均「因不甚得意、先后南下」，成为南京国民政府外交部的参事、司长。驻新加坡、仰光、爪哇等地领事“已事实上服从国民政府命令，执行各项华侨内之宣传及联络事务，惟因限于局势，尚未与北京断绝关系，而明白表示其态度。”以致1928年后，南京外交部几乎全是旧外交官。

### 政体沿革
北洋政府先后制定五部宪法，包括1912年3月《中华民国临时约法》；1913年10月《中华民国宪法案》（又称《天壇憲草》）；1914年5月《中华民国约法》；1923年10月《中华民国宪法》；1925年12月《中华民国宪法草案》。
《中华民国临时约法》规定，政府採用责任内阁：即由大总统、议会、内阁、法院所构成的政权体制。大总统並非实际的政府首脑，僅是代表国家的虚位元首。
民國2年（1913年），中华民国第一届国会提出《中华民国宪法草案》（又称天坛草案）。这部草案的基础是临时约法，其中的规定使当时執政的袁世凯非常不满，因此他不让国会讨论这部草案。
袁世凯于民國3年（1914年）解散国会，成立“约法会议”，并于同年5月1日公布自己的《中华民国约法》（袁记约法），同时废除《中华民国临时约法》。《中华民国约法》规定取消内阁制，实行总统制，将行政、司法权力集于總統一身。
袁世凯死后，民國5年（1916年）6月7日，副总统黎元洪继任大总统，宣布恢复《中华民国临时约法》，实施内阁制。
民國8年（1919年），段祺瑞执政期间提出过一部《中华民国宪法草案》（安福憲法）；民國12年（1923年），曹锟任中華民國大總統期间公布一部《中华民国宪法》（曹锟宪法）；民國14年（1925年），段祺瑞再次执政又提出一部《中华民国宪法草案》（十四年草案）。
1924年，冯玉祥发动“北京政变”，推翻曹锟的统治。张作霖、冯玉祥及直系军人齐燮元等人联名，推戴段祺瑞出任中华民国临时执政。段遂于10月24日公布《中华民国临时政府制》，任命各部总长，组织中华民国临时执政府。执政府不设国务院，国务员由执政任命。凡执政府的命令及关于国务的文书，须由国务员副署。但国务员由执政任命并对其负责，故副署不过是例行公事。
1927年6月18日，张作霖在北京就任陆海军大元帅，20日成立中华民国军政府（又称安国军政府）。依据《中华民国军政府组织令》，大元帅总揽海陆军，军政府不设立法机关及代议机关，大元帅不受任何约束，不对任何机关负责，以军事首领的名义，兼有军政两权，实际是军事独裁者。

## 中央政府
《临时约法》基于三权分立制度，以此为基本原则，限制大总统权力，防止个人独裁，使人民的权利和自由得到尊重和保障，然而，在军人干政的环境下难以实现。
就立法而言，军人凭借武力，总能挟持国会。1917年5月，在第一次世界大戰对德意志帝國宣战问题上，国务总理段祺瑞提参战案，而国会拒绝合作。段不断对国会施压，国会则改组内阁，暂缓讨论参战问题，最終大总统黎元洪在国会要求下解除段祺瑞的职务。段祺瑞愤然离京去津，并且指根据《中华民国临时约法》，总统无权撤销总理职务，史称府院之争。在段祺瑞的策动下，安徽、奉天等八省先后宣布独立。黎元洪请督军团团长张勋入京调解，却酿成张勋复辟，导致国会被解散。复辟失败后，段祺瑞又拒绝恢复旧国会，自组安福国会，西南五省议员被排除在外。
就司法而言，宪法应保障司法独立，然而在1913年国民党理事长宋教仁被杀案中，地方检察厅公开传讯国务总理赵秉钧，赵却受袁世凯指使，在沪租界称病拒不出庭。又如1925年10月，京师地方监察厅派检察官翁敬棠调查“金佛朗案”事件，检举外交总长沈瑞麟、财政总长李思浩、前司法总长章士钊“图利自己或他人或外国而故意议定”，使中国蒙受的损失超过8000万元。段祺瑞得知此事后，搜捕翁敬棠，但未拿获。1924年10月下旬，司法部令总检察厅会同京师高等检察厅侦查此案。因段祺瑞政府袒护，数月时间过去，仅李思浩提交一份辩诉书。1926年3月6日，京师高等检察厅下达处分书，宣布对李思浩、沈瑞麟、章士钊3人不予起诉，翁敬棠不同意该处分，依法申请再议，但京师高等检察厅以翁敬棠并非原告为由驳回。翁敬棠在报纸上揭露全案内幕，指京师高等检察厅“上下其手”，对政府官员加以包庇。
就行政而言，总统、内阁皆需顺从武人旨意，不能违背。1922年7月，浙江军阀卢永祥也不禁感慨，谓：“今日中国，内阁之组织，最困难之问题也，军阀横行，武夫当道。行政机关行使职权不惟动辄受其牵掣，而且非仰武人之鼻息，不足以保其位置。脱有不如武人之意者，则肆意攻讦，政客从而利用之。倒阁之声一起，即不能不下台而去矣。”“国务总理之任命，虽由大总统提出于国会，由国会通过而实行之，载在约法，不可或背。实际上则总统任命官吏，何尝敢独行己意？国会通过所提出者，未必敢忤武人。职是之故，政治之实权，乃悬于武人之手焉。”

### 大总统府
| #             | 姓名               | 时间                   | 肖像 | 说明                                                         |
| ------------- | ------------------ | ---------------------- | ---- | ------------------------------------------------------------ |
| 第一任        | 袁世凱 (1859–1916) | 1913.10.10－1916.1.1   |      | 袁世凱定都北京，公布《中華民國約法》，改責任內閣制為總統制。 |
| 洪宪帝制      | 袁世凱             | 1916.1.1－1916.3.22    |      | 袁世凯称帝，护国运动爆发。                                   |
| 復任          | 袁世凱 (1859–1916) | 1916.03.22－1916.6.6   |      | 1916年6月6日袁世凯病逝。                                     |
| 第二任        | 黎元洪 (1864–1928) | 1916.6.6－1917.7.14    |      | 與段祺瑞爆發府院之爭，並發生張勳復辟。                       |
| 第三任 (代理) | 馮國璋 (1859–1919) | 1917.7.6－1918.10.10   |      | 期間發生護法戰爭。                                           |
| 第四任        | 徐世昌 (1855–1939) | 1918.10.10－1922.6.2   |      |                                                              |
| 復任          | 黎元洪             | 1922.6.11 - 1923.6.13  |      |                                                              |
| 第五任        | 曹錕 (1862–1938)   | 1923.10.10－1924.10.30 |      | 通过贿选当选。日军占领天津后拒绝与日本合作。                 |

### 执政府与大元帅府
| 第六任 (临时执政) | 段祺瑞 (1865–1936) | 1924.11.24－1926.4.20 |  | 皖系军阀首领，段祺瑞曾三次出任国务总理。 - 北洋政府时期曾有9位国务总理摄行大總統职权                                                                                   |
| 第七任 (大元帅)   | 张作霖 (1875–1928) | 1927.6.18－1928.6.3   |  | 中华民国安国陆海军大元帅；张作霖议员於1927年6月16日入主北京建立北洋安国军政府。 1928年6月4日在皇姑屯事件中 张作霖被炸身亡。 - 北洋政府时期曾有14位国会议员摄行大总统权 |

### 国务院
袁世凯政府初期实施内阁制，首届内阁于1912年4月21日成立，由国务总理和各部总长组成。内阁（即国务院或议事堂）行使国家一切行政权力。《临时约法》规定，凡总统公布一切重要法律、命令，都要经过内阁成员副署，否则在法律上不发生任何效力，却忽视了总统具有任命国务员的权力。因此，自1912年3月到1914年5月，袁世凯执政二年多，便更替唐绍仪、陆征祥、赵秉钧、段祺瑞、熊希龄、孙宝琦六届（不包括代理总理在内）内阁。
1916-1928年期间，北洋政府的内阁变更37次，改组24次，有26人担任过总理，此外还有4个摄政内阁在短时间内行使過执政权，任期最长的17个月，最短的仅两天。由于军阀用武力控制政府，内阁成为军阀的附庸。军阀混战时期的内阁也就呈现出混乱不堪和不稳定的状况。著名报人杨荫杭曾经评价：“近数年，北京之内阁，姑不论其阁中之人物，其重要各部皆带有营混之气息。虽更迭改组之省不绝，然譬之药水，倾来倒去，不脱此数味药料。故内阁之变更，在他国为重要之事，在今日北京则所谓内阁者，不过一种军用品，虽千变万化，仍在武人股掌之上。总理登台必向曹张疏通，总理下台又必向曹张告退。此其登台下台当然不为国人所重视，亦当然不为外人所重视。”
| 内阁                     | 时间                         | 说明                                                                      |
| ------------------------ | ---------------------------- | ------------------------------------------------------------------------- |
| 第一次唐绍仪内阁         | 1912年3月13日－1912年6月27日 | 1912年3月8日，《中华民国临时约法》由中华民国参议院通过，3月11日公布实施。 |
| 第一次陸徵祥內閣         | 1912年6月29日－1912年9月22日 |                                                                           |
| 赵秉钧内阁               | 1912年9月25日－1913年7月16日 |                                                                           |
| 段祺瑞临时内阁           | 1913年7月19日－1913年7月31日 |                                                                           |
| 熊希龄内阁               | 1913年7月31日－1914年2月12日 |                                                                           |
| 孙宝琦临时内阁           | 1914年2月12日-1914年5月1日   |                                                                           |
| 徐世昌内阁               | 1914年5月1日-1915年12月21日  |                                                                           |
| 第二次陆徵祥内阁         | 1915年12月21日-1916年3月22日 |                                                                           |
| 第二次徐世昌内阁         | 1916年3月22日-1916年4月22日  |                                                                           |
| 第一次段祺瑞内阁         | 1916年4月22日-1916年6月29日  |                                                                           |
| 第一次段祺瑞内阁改组内阁 | 1916年6月29日-1917年5月23日  |                                                                           |
| 伍廷芳临时内阁           | 1917年5月23日-1917年6月12日  |                                                                           |
| 江朝宗临时内阁           | 1917年6月12日-1917年6月24日  |                                                                           |
| 李经羲内阁               | 1917年6月25日-1917年7月2日   |                                                                           |
| 第二次段祺瑞内阁         | 1917年7月14日-1917年11月22日 |                                                                           |
| 王士珍内阁               | 1917年11月30日-1918年3月23日 | 钱能训1918年2月20日，内务总长代理国务总理                                 |
| 第三次段祺瑞内阁         | 1918年3月23日                |                                                                           |
| 钱能训临时内阁           | 1918年10月10日               | 内务总长代理国务总理                                                      |
| 钱能训内阁               | 1918年12月20日               |                                                                           |
| 龚心湛临时内阁           | 1919年6月13日                | 财政总长代理国务总理                                                      |
| 靳云鹏                   | 1919年9月24日                | 陆军总长代理国务总理                                                      |
| 第一次靳云鹏内阁         | 1919年11月5日                | 5月14日请辞，7月2日奉准免职                                               |
| 萨镇冰临时内阁           | 1920年5月14日                | 海军总长代理总理                                                          |
| 第二次靳云鹏内阁         | 1920年8月9日                 |                                                                           |
| 第三次靳云鹏内阁         | 1921年5月10日                |                                                                           |
| 颜惠庆                   | 1921年12月18日               | 外交总长代理国务总理                                                      |
| 梁士诒内阁               | 1921年12月24日               | 1月25日请假出京，5月5日被免职                                             |
| 颜惠庆临时内阁           | 1922年1月25日                | 外交总长代理国务总理                                                      |
| 周自齐临时内阁           | 1922年4月8日                 | 教育总长代理国务总理                                                      |
| 第一次颜惠庆内阁         | 1922年6月11日                | 7月31日请假出京，8月5日辞职                                               |
| 王宠惠                   | 1922年7月31日                | 司法总长代理国务总理                                                      |
| 第二次唐绍仪内阁         | 1922年8月5日                 |                                                                           |
| 王宠惠内阁               | 1922年9月19日                |                                                                           |
| 汪大燮内阁               | 1922年11月29日               |                                                                           |
| 王正廷临时内阁           | 1922年12月11日               | 外交总长代理国务总理                                                      |
| 张绍曾内阁               | 1923年1月4日                 |                                                                           |
| 高凌蔚摄政内阁           | 1923年6月14日                | 摄政内阁总理                                                              |
| 高凌蔚临时内阁           | 1923年10月12日               |                                                                           |
| 孙宝琦内阁               | 1924年1月10日                |                                                                           |
| 顾维钧临时内阁           | 1924年7月2日                 | 外交总长代理国务总理                                                      |
| 第二次颜惠庆内阁         | 1924年9月14日                | 外交总长代理国务总理                                                      |
| 黄郛摄政内阁             | 1924年10月30日               | 摄政内阁总理，教育总长代理国务总理                                        |
| 段祺瑞临时执政内阁       | 1924年11月24日               | 临时执政                                                                  |
| 许世英内阁               | 1925年12月26日               |                                                                           |
| 贾德耀                   | 1926年2月15日                | 陆军总长代理国务总理                                                      |
| 贾德耀内阁               | 1926年3月4日                 |                                                                           |
| 胡惟德臨時攝政內閣       | 1926年4月20日                | 内阁摄行临时执政职，外交总长代理国务总理                                  |
| 第三次颜惠庆内阁         | 1926年5月13日                |                                                                           |
| 杜锡珪临时内阁           | 1926年6月23日                | 海军总长代理国务总理                                                      |
| 顾维钧临时摄政内阁       | 1926年10月5日                | 财政总长代理国务总理                                                      |
| 顾维钧摄政内阁           | 1927年1月11日                |                                                                           |
| 胡惟德                   | 1927年6月16日                | 内务总长代理国务总理                                                      |
| 潘复内阁                 | 1927年6月20日～1928年6月3日  |                                                                           |

### 国会
中华民国议会，最初为一院制（临时参议院→参议院），后改为两院制（国会）。1912年4月29日，临时参议院迁至北京，取名参议院。
中华民国国会（1913年－1925年）依據《中華民國臨時約法》于民國二年（1913年）4月8日正式于北京成立，由參議院與眾議院共同構成，两院设正副议长，下设秘书厅及全院、常任、特别3个委员会。国会主要依據《臨時約法》執行議會權力。第一屆國會成立后，根据《中华民国临时约法》和《国会组织法》规定，1913年7月12日，在天坛祈年殿成立由60人组成的宪法起草委员会，进行宪法起草工作。
1914年1月10日，袁世凯当选为正式大总统后，正式下令解散国会。中華民國國會此后经历多次解散和重新召集。最終於直皖戰爭后，因段祺瑞聲明廢棄法統，而宣告終止。
安福国会是中华民国第二届国会（1918年8月12日－1920年8月），在选举过程被“安福俱乐部”所控制。1920年8月，大总统徐世昌宣布解散安福国会，并进行第三届国会的选举。

## 地方政府

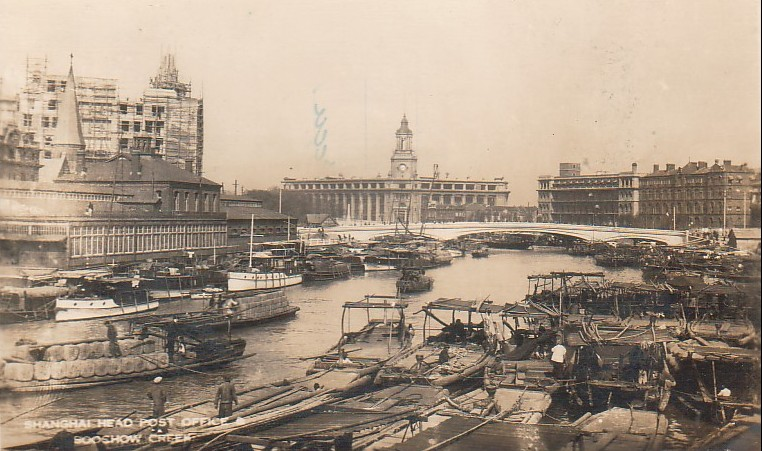
1920年上海於蘇州河上的交通與發展

### 沿革
袁世凯执政时期推行“军民分治”，地方官员由中央政府任命，用以收拢地方军政权力。袁世凯死后，中央再度势微。1920年11月，北洋政府宣布筹备地方自治，之后颁布一批地方自治条文，规定由本地公民直接选举产生，并划分中央与地方的财权与事权。然而，北洋集团为控制南方各省，迁入客军常驻，又以外省人参预政事。王占元为巩固其湖北政权，以山东籍私人关系为纽带，制造了“鲁人治鄂”的局面：“全鄂……凡重要位置，皆其左右亲私，互相包办，辗转盘踞，不稍放松，专制达于极点。”王占元声称：“予待鲁人不薄，湖北六十九个县，吾鲁人已占四十九。”以致湖北名流孔庚等视鄂省“竟遭亡省之慘痛”。河南县知事总数中，大约半数以上为外省籍人士，其中许多为吴佩孚在豫期间强行安插到各县的营长、连长、书记官。
1920年至1925年，南方各省士绅反对北洋客军干政，掀起联省自治运动。例如湖南爆发驱张运动，要求驱逐张敬尧。省公民投票通过的《湖南省宪法》，是中国历史上第一部付诸实行的省级宪法，期间，大量知识分子在报刊上鼓吹联邦制，例如1922年，中国共产党在中共二大决议案中宣布，中共的目标之一是联合蒙、藏、疆等地建立“中华联邦共和国”。1923年10月颁布的《中华民国宪法》就是一部联邦制宪法，但因曹锟贿选争议，这一宪法遭到反对而流产。1926年国民革命军北伐，随后国民党统一全国，各省宪法和省议会随之告终。

### 议会
袁世凯镇压二次革命后，下令停办地方自治，解散各地省议会。袁世凯死后，《临时约法》、国会、议会恢复，却从未摆脱军人干政的阴影。

#### 山东
各省第一届议会被袁世凯解散，直到袁世凯死后始恢复。在山东，皖系张树元在第二届议会选举期间，指使济南道尹张仁涛作弊，采取“磕匦(匣子，指票箱)换票”的办法，把得票最多的王寀廷的票偷换成写错名字的废票，让王寀廷落选。而后又利用武定府同乡的关系，把该府所属的12个议员拉出来，每人都挂上一个督军署咨议的名义，按月支领津贴。进步党和国民党则各出一位副议长，由张介礼和王朝俊发布电文，弹劾张树元侵吞军饷300余万元，要求北京政府查处。时靳云鹏刚当上国务总理月余，为了树立威信，并且出于控制山东地盘的考虑，遂免去张树元督军职务，由田中玉继任。
第三届议会选举时，田中玉先是在省议员复选时，重演“磕匦换票”，以作弊手段保证内定的竞选人当选。后在省议会议长选举阶段，一面收买议员，一面以便衣大闹会场。1921年冬，议会举行议长选举，由于军警穿着便衣包围议会，票未投成。1922年1月17日，议会再开选举议长大会，“督军田中玉调集军警三四千人，包围议会，荷枪实弹，如临大敌。”所有持旁听券的人均不准进入会场。票匦遭人捣毁，投票无法进行。6月8日，投票议员们入场后，刚进行投票，万光炜受命率人殴伤议员十余人，选举被迫中断。直到1923年1月，北京政府指派熊炳琦担任山东省长，田中玉无权过问，才结束拖延持久的议长选举。
1926年张宗昌任山东督办，即告诉省议员“只可领薪，不准开会”。

#### 河南
河南第一届省议会解散以后，反袁议员们大半逃往上海。1916年秋冬之间，议员们返回省内恢复活动，曾向议会咨请豁免附加税，认为“年来豫省天灾匪患，居民无不▢面▢行，奄奄待毙，当时救死不▢之时，又责以数倍他省之重负，直接增加人民痛苦。”省议会议决应豁免附加税，并咨请省长执行。然而，河南财政厅长拟将附加税改折银元，办法为“每丁银1两，改征银元2元2角。”而当时市价为白银1两仅合银元1元4角2分。如若通过，意味着税收增加三分之一，无疑增加人民负担。12月13日，省长将此议案交议会议决，并谓“议会无议决之权，嘱即认可见复。”尽管众多议员质疑，但屈于督军赵倜的压力，议案最后竟然通过。
1918年春，进行第二届省议会议员选举，安福系派王印川到河南经营选举，赵倜予以积极配合，加以金钱收买和武力威胁等手段，致使安福系在选举中大获全胜。
1921年9月开始第三届省议会议员选举。选举之前，赵倜已内定同乡胡鼎元为议长，并由胡提出名单，经赵核定后参选，全凭金钱开路：“至多以八千元为限，至少以千元为限……收款者则系托孝敬西屋太太（赵倜小老婆）名义。”未被指定的初选人姚某，在复选中拒绝按旨填写选票，被衙役锁在县衙前的石狮子上示众。更甚者，一些选区预先造好两个相同的票箱，票箱随时可以换去。议员选举前还要在胡鼎元面前填写愿书，对神发誓，终身为赵氏的忠臣，甚至有“生我者父母，成我者督军”和“若有背叛督军行为，天诛雷殛，水溺火焚”的誓言，并有具书人、保证人署名画押。

#### 湖南
袁世凯死后，由安福系当政的北京政府开始进行国会和省议会改选，原计划仍按民国元年的《省议员选举法》进行，在1917年完成省议员的换届选举，即第二届换届选举。但因府院之争、张勋复辟，实施缓慢。1918年3月，湖南督军张敬尧攻占长沙，开始组织新国会议员选举。张敬尧采用毁原票易以伪票的办法，废掉得票最多的杨度、汪赔书，使安福系所派周渤、罗正讳、王毅等十余赴湘之人，无一漏选。研究系杨度用每张票500元的高价，收买了选票50张，不料开匦后，废票占30张，杨度二字被改写成“杨皮”、“杨之度”、“洋豆”、“羊豆”等，致有效票仅19张而未能當选，舆论哗然。且在新国会中，人数众多的湘籍国民党参众议员几被全部替换。
1918年11月12日，张敬尧下令改选省议会，时湘人闻张又将伪造民意、改选议会，无复容忍之余地，旋由商会、教育会、农会、学生联合会、报界联合会、律师公会等推举代表，组成“各界联合会”，向督署请愿收回改选省议会成命。张敬尧乃组织所谓“公民会”与之对抗，亦向督署请愿改选议会，指斥对方“伪托民意”。为了争取士绅同情，各界联合会要求双方在教育会举行辩论会。张敬尧属员在会场大发脾气，几欲逮捕联合会员。翌日，长沙《大公报》、《湖南日报》著论抨击公民会，同日被封。张敬尧亦知众怒难犯，改选终于搁浅，但民间怨愤已深。
1920年5月，趁吴佩孚撤防北归，湘军发动攻势，将张敬尧部击溃。6月，张敬尧被迫撤出湖南，史称驱张运动。

#### 湖北
1916年7月下旬，湖北第一屆省议員齊集武昌，準備復會，國民黨勢力重新進入湖北。督軍王占元害怕詹大悲、趙鵬飛與梁鍾漢等人國民黨议員控制议会，堅絕否認3人议員資格。1916年10月1日，省议會舉行復會後之第一次正式會議，2日討論詹、梁、趙3议員资格問題，表示同意承認。4日议長選舉，詹大悲已經當選，引起王占元的恐慌，再度声明否認3人资格。國民黨议員張國恩等向參议院請願，黎元洪总统亦來電調停。然而王占元堅持己見，密電段祺瑞总理謂：「詹大悲之争议長，乃國民黨競爭湖北政權，踞爲地盤之初步計劃……政潮翻覆將無已時。」獲得段褀瑞的支持，將詹等逐出省議會，杜瑞、戴孚夏及丁榮學3人遞補。此外还有十人沒有報到，亦一一以他人遞補。
1920年8月30日，北京政府任命王占元亲家孙振家为湖北省长，立即引起鄂人强烈反对。9月6日，省议会紧急开会，一致反对孙振家为省长，电请中央收回成命，并“致函各团体请一致反对”。9月9日，省议会再次开会，声明孙振家如若接任，公文一概拒收。孙振家自恃有王占元姻娅庇护，仍于10日接省长印。省议会不得不“公举代表议员数人入京会同请愿”。随着“倒孙运动”愈演愈烈，鄂人“声言王如不从民意，将进而为倒督运动”，危及王占元督军地位。
9月18日，北京政府免去孙振家省长职务，任命鄂人夏寿康为湖北省长，王占元则连请病假，明迎暗拒，称：“夏省长到时，恕不接待。嗣后积欠军饷、地方秩序，均由内阁与新省长担任，占元概不过问。”致使夏寿康在京滞留65天之久。11月22日，夏寿康抵汉口，王占元竟派督署卫队两连前往“保护”，实为监视。23日，王占元指使鲁籍军官孙传芳部下包围夏寿康住处，逼其“暂缓接任”，再度激怒鄂人。旅京同乡会召集大会，质问中央，风波及于全国。王占元不得不屈从民意，同意于27日在武昌省署迎接夏寿康，正式接任省长。然而夏寿康出于安全考虑，坚持不赴武昌办公，只得派人将省长印信送至汉口。及夏寿康接印视事，省长就任问题才告结束。

#### 安徽
安徽第一届省议会，于1913年被倪嗣冲配合袁世凯解散。1918年8月至9月，为皖省第二屆省議員選舉之期，正值皖系段祺瑞主持中央大权，倪嗣冲便通过“公益维持会”包办选举，肆无忌惮，被讥为“选举公卖局”。
1919年，省議會向財政部結算皖北工賑鹽捐餘款，获准該款148萬元，作爲全省興辦實項，非經大會議決不得動用。次年11月，議長晉恆履挪用公款十餘萬元，经議員發現，提案糾正，晉氏利用議長職權，將提案擱置數月，復不經大會公决，挪用40余万元。1921年5月，安徽督軍張文生以新安武軍缺餉，強借工賑餘款32萬元。
1921年初，倪嗣沖之侄倪道烺唆使财政厅长陶熔截留教育经费77万余元，充作第三届省议员贿选活动经费。学联闻讯后，于6月2日派出12名代表去省议会质问，遭到驱逐，学联旋即组织千余人，奔至议会门前抗议，要求省议会通过“教育增费案”。倪道烺则命马联甲调兵镇压，伤40余人，死1人。社会舆论大哗，要求惩办凶手，倪道烺避往天津租界。
1921年8、9月間，皖省第三屆省議會選舉，倪道烺出款50萬收買議員，结果雖然選出第三屆議員，却因全省60縣當中，有44縣發生選訟，几经波折，只得宣布全省選舉無效。另行改選，又逢重重干預。終北洋政府時期，皖省第三屆省議會始終未能成立。
1925年3月，时隔血案四年，北京政府司法总长章士钊以“教唆杀人案”将倪拘捕。倪重金贿赂公行，一个多月后以“不予起诉”被释。

#### 直隶
1918年，经曹锟保荐，曹锐被任命为直隶省省长，直隶从此处于曹氏兄弟的卵翼之下。第二届省议会议员的初选举于1918年7月20日开始。曹锐力图垄断选举，以控制省议会。另一方面，旧议员边守靖、王秉喆等希图当选，乃投靠曹锐，在选举时尽力推行指派之法，“与各县知事通函，令其见各初选人疏通。如大家不承认，则投票日之夜间开箱抵换。监视员、复选特派员共司其事。”在第12复选举区，有姚壁者“自称为组合员。声言正定区内已指令二十四人，非此二十四人，即满法定票数亦归无效。伊等二十四人又分甲乙两等，甲等者无票亦能当选。问其所以，则谓投票后，非指定将票尽行抵换各等语。”
1919年4月，曹锐以官商合办为名，将天津直隶模范纺纱厂与拥有10万元资本的恒源帆布公司合并，事后才咨行省议会要求追认。24日，该案一经提请讨论，即遭到议员们的反对。议员潘自濬提出应行调查再定合并与否，副议长彭桂馨指出事后追认与法不合。因争议太大，该案被推期解决。28日复会，经由特别委员会审查，认为合并事属合理，惟合并手续不宜，且对保障公款殊欠方法，并拟定几条意见，如省议会得随时质问营业情形，由省议会选监察1名以监督营业。潘自濬、张子钊仍坚持调查有无混弊情形后再作表决，但大会强行通过委员会的报告。议员们不敢触怒曹锐，只好口诛笔伐前模范纺纱厂经理王竹铭侵占公款。
1920年夏，直皖战争爆发。为解决军费难题，曹锐径直挪用纺纱厂款50万元。同年10月，省议会召开常会，省署方送达议案，请省议会追认。27日讨论该案时，议员们初步议定了《咨催省长速办纱厂，战费应由中央担负，无借省款之必要案》。29日进一步审议《提议讨段军费不宜直省负担案》，并通过《电请中央归还直隶垫付军费案》。11月1日，该议案经修改后正式定名为《电请中央拨还讨安福垫款》，并致电中央。12月21日，省议会又咨催曹锐及早开办石家庄纺纱厂，但终无音讯。
直皖战争后，第三届省议会议员选举完全由曹锐包办。

#### 江西
江西第一屆省議會在黨派的制衡下，地方军阀還有所顧慮。但二、三屆以下，省議會一屆不如一屆，這種情形在第三屆的選舉尤爲明顯。
1920年12月18日，第二届江西省议会投票通过《省長民選應規定選舉法案》，以及弹劾省长戚揚案。戚揚自二次革命後到贛，1916年7月由巡按使改稱省長，用人行政多門生故舊，喜濫借外債，結託軍閥以自固。时过境迁，南方人多不满北人主政，自治聲浪瀰漫全國，江西自不例外。
戚揚得知后，指使警察改裝便衣，伪稱公民，赴议會旁聽，扬言搗毀議會。督軍陳光遠担心弹劾通过，恐进一步惹出廢督問題，遂以軍警彈壓議會，議會不得不宣告休會。時京「各省區自治聯合會」力爲聲援，经江西省议會三次彈劾之後，迫于舆论压力，戚揚於1921年2月黯然去職。國務院命冮西南豐人趙從蕃任省长，議會雖對趙表歡迎，但卻爲陳督軍暗中擋駕，使趙過九冮而不得入其門，最後只能稱病滬上。5月13日，北京政府令陳的親信、財政廳長楊慶鋆暫任，不久改爲署理，最後实任。「贛人治贛」就此失败。
1921年11月，江西选举第三届省议会，陳光遠、楊慶鋆动用軍警操控票匦，“非經核可者，無論何人，票再多亦不能入彀。有特別關係者，雖無一票亦會榜上有名。”例如張勳之弟張嘉猷識字無多，竟以17票當選；又如臨川县知事陳光迪，系陳督軍胞弟，当选後還大詈不慚的說∶「我不過得幾個錢，卻为地方省多少事。」建昌區8月2日複選開票，本無一票之包應昌、傅紹庭居然以18票當選；而原有20票之嚴啟仁、何昌榮等，或變为11票，或變爲5票，一同落選。袁州區、贛州區的情形也都一樣，投票時軍警林立，開票時如非指定人選，再高票數亦不能獲選。当选议员因此为人所輕，被谑称为「陳楊之私生子」、「直隸式附屬官廳之議會」。
1922年6月，陳光遠被北伐军打败后辞职，北京政府命贛人謝遠涵任省长，省议会立即发表宣言应和：「贛人主張驅客軍制省憲」 。不料北軍援贛，11月5日，蔡成勳來，恃武力壓抑民意，視議會如黻屣，不惟常年會不能召開，即談話會亦悉被阻止，遇議會有頂撞之事，即令財廳扣發公費。11月閭蔡拒贛人謝遠涵長贛，年底宣布自兼省長，把持軍民兩政，以致贛人痛呼要「光復已亡之江西」。

### 架构
北洋政府建立的地方机关大致有立法机关、行政机关、军政机关和特别行政区机构。
地方立法机关分为省议会和县议事会。
地方行政机关分为省行政机关、道行政机关、县行政机关和基层政权。
地方军政机关分为省军政机关、地区性军政机关、临时性军政机关。
特别行政区机关包括京兆特别行政区政府，热、察、绥特别行政区政府，川边特别区政府。

### 区域
| 名稱   | 派系背景      | 活躍時期  | 根據地                                   | 代表人物                                       | 海外支持國 |
| ------ | ------------- | --------- | ---------------------------------------- | ---------------------------------------------- | ---------- |
| 皖系   | 北洋派        | 1916-1925 | 安徽、浙江、上海                         | 段祺瑞、倪嗣冲、徐樹錚、段芝貴、卢永祥         | 日本       |
| 直系   | 北洋派        | 1917-1926 | 北京、直隶、山東、江蘇、江西、湖北、福建 | 冯国璋、曹锟、吴佩孚、齐燮元、孙传芳           | 英国       |
| 奉系   | 北洋派        | 1916-1928 | 奉天、黑龙江、吉林、熱河                 | 张作霖、张学良、張作相、郭松齡、张宗昌         | 日本       |
| 新疆省 | 北洋派        | 1911-1944 | 新疆                                     | 楊增新、金樹仁、盛世才                         | 苏联       |
| 西北軍 | 北洋派 国民党 | 1921-1930 | 陕西、察哈爾                             | 冯玉祥、韓復榘、宋哲元、杨虎城                 | 苏联       |
| 川軍   | 北洋派 国民党 | 1919-1949 | 四川、西康                               | 劉湘、劉文輝、鄧錫侯、楊森                     |            |
| 黔軍   | 北洋派 国民党 | 1920-1926 | 貴州                                     | 袁祖銘、王家烈、王天培、周西成、劉顯世、彭漢章 |            |
| 晋系   | 北洋派 国民党 | 1911-1949 | 山西、綏遠                               | 阎锡山、傅作義                                 | 日本       |
| 旧桂系 | 無            | 1916-1925 | 广西                                     | 陆荣廷、沈鴻英                                 | 英国       |
| 滇系   | 国民党        | 1916-1949 | 云南                                     | 蔡鍔、唐继尧、龙云、盧漢                       | 法國       |
| 湘系   | 国民党        | 1916-1937 | 湖南                                     | 趙恆惕、唐生智、何鍵                           |            |
| 粤系   | 国民党        | 1920-1949 | 广东、海南                               | 陈炯明、龍濟光、陳銘樞、張發奎、陳濟棠、余漢謀 | 苏联       |
| 马家军 | 无            | 1872-1949 | 甘肃、宁夏、青海                         | 馬鴻逵、馬步青、馬步芳、馬鴻賓、馬繼援、馬仲英 |            |
| 新桂系 | 国民党        | 1922-1953 | 广西                                     | 李濟深、李宗仁、白崇禧、黃紹竑                 |            |

## 评价

### 正面評價
王鐵群認為北洋政府是中国民主社会的开端，辦報自由如歐美，各省文化大放異彩。除此之外，北洋政府在经济和外交领域的成就也相当引人注目。此后，南京国民政府所创造的一系列经济奇迹，也是有赖于北洋政府所作出的努力。

### 负面评价
1922年5月29日，《申报》发表杨荫杭（署名老圃）的时评《北洋正统》，表达了时人对于军阀政治的普遍反感：
|  | 北洋正统云云，乃丑语也。清朝有北洋正统，未救于清之亡，北洋正统之首领，且以帝制失败。曰直皖战争，曰直奉战争，皆北洋正统争城以战，杀人盈城之历史，今日果能觉悟，自当绝口不谈北洋二字，一洗北洋之余臭，乃可与民更始。乃组内阁，犹推重北洋老前辈为总理，一若非北洋正统不能控制全局者。谈国是犹曰恢复旧会，北洋正统可以巩固，一若以后选举，北洋正统必可操胜算者。不知北洋团体当听其星散，既无巩固之必要，亦无人可以控制。藉曰可以控制也，即直皖、直奉之战，亦可以免，而终不能免者，知其团体早已涣散，固不必燃已死之灰而为之谋中兴也。故今日北方果有人焉，能力矫北洋之旧非，固国人所愿闻。若犹以北洋二字为号召，国人将掩耳而走矣。 |

1921年，孙中山在梧州对党员发表演说，说明中华民国徒有其名，为官僚把持：“辛亥革命成功之后，而革命党名义取消，中华民国即为官僚武人所摧残。十年来名虽民国，实为官僚国，革命主义未行，革命目的未达，仅有民国之名，而无民国之实，及后卒至酿成袁世凯帝制自为、宣统复辟、武人专政种种恶现象。”
1923年10月15日，孙中山在广州发表演说，认为辛亥革命虽然推翻满清，但民国未能真正建立：“辛亥年革命推翻满清、创造民国，一直到今日，徒有民国之名，毫无民国之实。关于民国的幸福，人民丝毫都没有享到。今年是民国十二年。在这十二年之中，人民不但是没有享民国的幸福，并且各省发生战事，到处都有兵变，年年都是受痛苦。这是什么原故呢？就是由于革命没有成功。因为革命没有成功，所以真正的民国，无从建设。我们从此要建设民国，所以还要来革命。”
1924年11月19日，孙中山在上海新闻记者招待会上再次指出：“现在中国号称民国，要名符其实，必要这个国家真是以人民为主，要人民都能够讲话，的确是有发言权。像这个情形，才是真民国；如果不然，就是假民国。我们中国以前十三年，徒有民国之名，毫无民国之实，实在是一个假民国。”

## 延伸閱讀
- 罗志田. . 近代史研究. 2011, (4): 149–159  [2022-05-14]. ISSN 1001-6708. （原始内容存档于2022-05-22）.&type=journalArticle&datatype=journalArticle NCPSSD 38528456